# Midsayap
Midsayap é um município de  primeira classe de renda municipal (d) na província Cotabato, nas Filipinas. De acordo com o censo de 1 de maio  de  2020 possui uma população de 117 365 pessoas e 28 486 domicílios.